# Powiat Minamimuro
Powiat Minamimuro (jap. 南牟婁郡 Minamimuro-gun) – powiat w Japonii, w prefekturze Mie. W 2024 roku liczył 17 578 mieszkańców.

## Miejscowości
- Kihō
- Mihama